# إزيكييل لافيتزي
إزيكييل إيفان لافيتزي (بالإسبانية: Ezequiel Iván Lavezzi)‏ (من مواليد 3 مايو 1985) لاعب كرة قدم أرجنتيني سابق.

## مسيرته الكروية

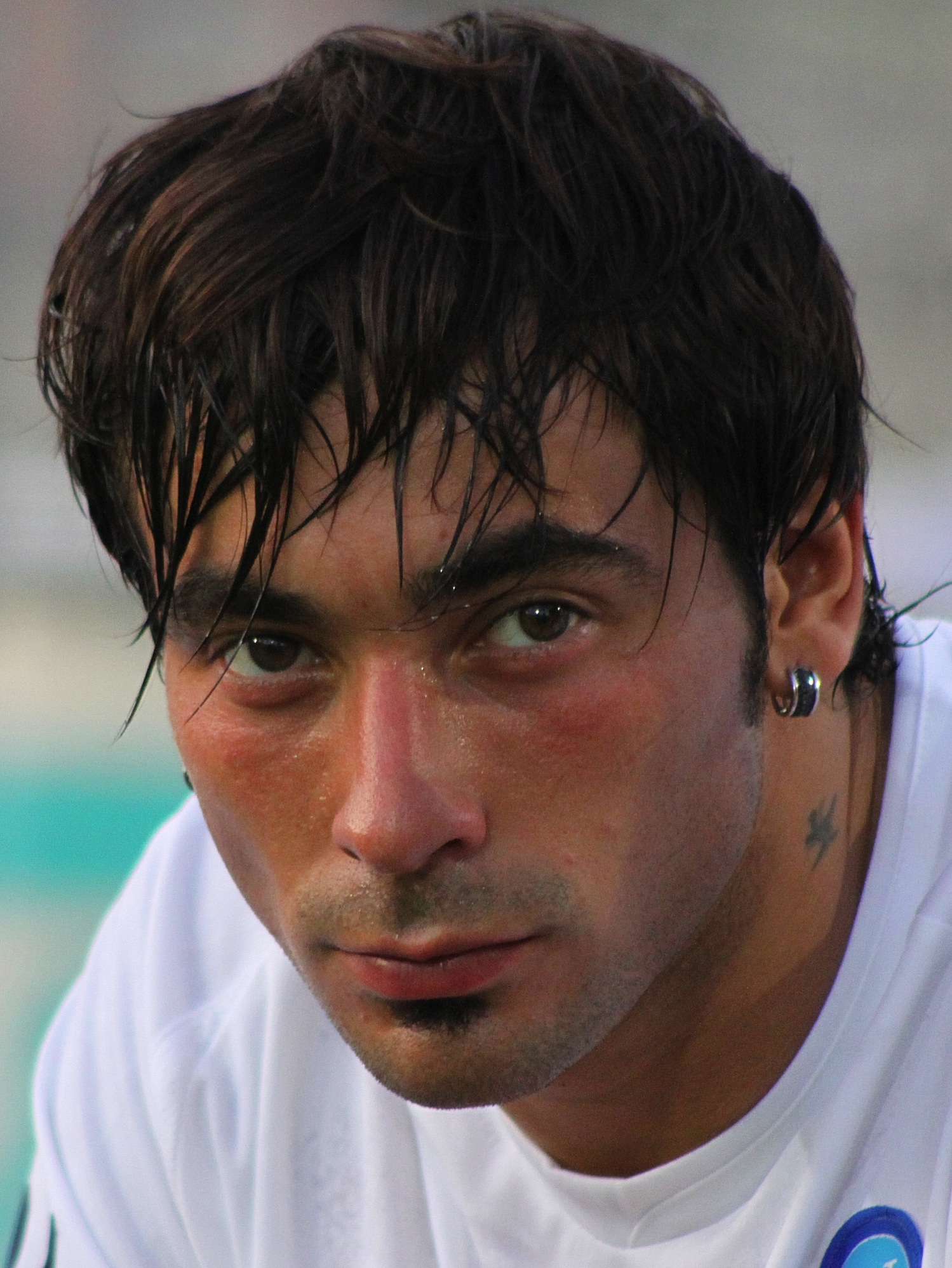
إزيكييل لافيتزي

لعب إزيكييل لافيتزي خلال مسيرته الاحترافية مع 5 أندية في سبعة عشر موسمًا وسجل خلالها 136 هدف ضمن 460 مباراة. حيث فاز في ثلاثة مواسم بالكأس وفي خمسة مواسم بالدوري.
خاض إزيكييل لافيتزي مسيرته مع Estudiantes de Buenos Aires ‏ في موسم 2003–04 لمدة موسم واحد، مشاركًا في 39 مباراة سجل خلالها 17 هدفًا. ثم انتقل إلى نادي سان لورينزو في موسم 2004–05 واستمر معه طيلة ثلاثة مواسم، حيث شارك في 84 مباراة سجل خلالها 24 هدفًا. لينتقل بعدها إلى نادي نابولي في موسم 2007–08 ليلعب معه خمسة مواسم، مشاركًا في 156 مباراة سجل خلالها 38 هدفًا. ثم انتقل إلى نادي باريس سان جيرمان في موسم 2012–13 ليلعب معه أربعة مواسم، مشاركًا في 107 مباراة سجل خلالها 22 هدفًا. هذا وانتقل لاحقًا إلى نادي هيبي شينا فورشن في موسم 2016 ليلعب معه أربعة مواسم، مشاركًا في 74 مباراة سجل خلالها 35 هدفًا.

## الحالة الصحية
في 7 يناير 2024 نقل إزيكييل لافيتزي إلى مركز للأمراض النفسية بعد تعرضه لأزمة هوس وفق ما ذكرته صحيفة ماركا.

## روابط خارجية
- إزيكييل لافيتزي على موقع الاتحاد الدولي (مؤرشف)  (الإنجليزية)
- إزيكييل لافيتزي على موقع الاتحاد الأوربي (الإنجليزية)
- إزيكييل لافيتزي على موقع إي إس بي إن إف سي (الإنجليزية)
- إزيكييل لافيتزي على موقع قاعدة بيانات كرة القدم.إي يو (الإنجليزية)
- إزيكييل لافيتزي على موقع ليكيب (الفرنسية)
- إزيكييل لافيتزي على موقع ناشيونال فوتبول تيمز (الإنجليزية)
- إزيكييل لافيتزي على موقع Soccerbase.com (لاعب) (الإنجليزية)
- إزيكييل لافيتزي على موقع Soccerway.com (الإنجليزية)
- إزيكييل لافيتزي على موقع عالم كرة القدم.نت (الإنجليزية)
- إزيكييل لافيتزي على موقع كووورة